# Маргит Кафка
Маргит Кафка (на унгарски: Kaffka Margit) е унгарска писателка и поетеса. Тя е сред най-значимите писателки в Унгария и важен член на поколението „Nyugat“ („Запад“).

## Биография
Родена е на 10 юни 1880 г. в Надкароли, Австро-Унгария, днес Карей в Румъния. Баща ѝ Дюла Кафка е прокурор, но умира рано и се налага семейството да живее при по-скромни условия.
Тя получава стипендия, с която започва да учи за учителка в колеж „Милосърдни сестри“ в окръг Сатмар. Учи година в Мишколц и после в Будапеща, където получава диплома за учител от женското училище Ержебет. Завръща се в Мишколц, където преподава литература и икономика в частно девическо училище. През същия период започва да пише първите си поеми и новели и след това да сътрудничи на най-известното списание по онова време –  „Nyugat“.
На 5 януари 1905 г. се омъжва за служителя в горското стопанство Бруно Фрьолих. През 1907 г. съпругът ѝ получава работа в Министерството на земеделието и се преместват в столиацта. Бракът им завършва с развод след няколко години.
В периода 1910 – 1915 г. тя работи като учител в Будапеща. По онова време публикува (1912) най-известното си произведение – Színek és évek („Цветове и години“). През 1914 г. се омъжва за втори път – за биолога Ервин Бауер, по-малък брат на писателя Бела Балаж. В началото на Първата световна война Кафка се отказва от учителстването и се отдава изцяло на писателска дейност. Умира от испански грип заедно със сина си на 1 декември 1918 г.

## Творчество
В своите книги тя се фокусира главно върху 2 теми: падението на джентритата и физическите и духовни трудности на независимите жени в началото на 20 век. Често пише по своите лични спомени за големите национални кризи, най-очевидните противоречия на анахроничното общество в Унгария.
Литературното ѝ творчество може да се раздели на 3 периода: началният е от 1901 г. до началото на сътрудничеството ѝ на „Nyugat“ през 1908 г.; средният период приключва със започването на войната през 1914 г., последният е белязан от трудните военни години и приключва с нейната смърт.
През 1912 г. е публикуван първият ѝ и най-важен роман „Цветя и години“, в който се разказва за съдбата на прослойката на джентритата (вид английски благородници) и жени. Нейната втора прочута творба е „Hangyaboly“ („Мравуняк“), за която използва спомените си от годините си в колежа „Милосърдни сестри“. Този роман е публикуван през 1917 г.

## Избрана библиография
- Versek (1903)
- Levelek a zárdából (роман дневник, 1904)
- A gondolkodók és egyéb elbeszélések (разкази, 1906)
- Csendes válságok (разкази, 1909)
- Képzelet-királyfiak (приказен роман, 1909)
- Csendes válságok (разкази, 1910)
- Csonka regény és novellák (разкази, 1911)
- Tallózó évek (стихотворения, 1911)
- Utolszor a lyrán (стихотворения, 1912)
- Süppedő talajon (разкази, 1912)
- Színek és évek (роман, 1912)
Цветове и години. Превод от унгарски език Стефка Хрусанова. София: Матком, 2022, 224 с. ISBN 9786197423334
- Mária évei (роман, 1913)
- Szent Ildefonso bálja (разкази, 1914)
- Két nyár (роман, 1916)
- Állomások (роман, 1917)
- Hangyaboly (роман, 1917)
Мравуняк. Превод от унгарски език Стефка Хрусанова. София: Гутенберг, 2023, 186 с. ISBN 9786191762224
- Kis emberek barátocskáim (сборник с ранни произведения, 1918)
- Az élet útján (стихотворения, 1918)
- A révnél (разкази, 1918)